# Championnats d'Afrique de judo 1968
Navigation
Édition précédente Édition suivante
Les championnats d'Afrique de judo 1968 se déroulent en juillet 1968 à Tunis, en Tunisie.

## Nations participantes
Douze nations participent à ces championnats : 
- Algérie
- Cameroun
- Côte d'Ivoire
- Gabon
- Guinée
- Libye
- Madagascar
- Mali
- Maroc
- République arabe unie
- Sénégal
- Tunisie

## Médaillés
Au sein de la délégation sénégalaise, Hussein Houdrouge (toutes catégories) et Habib Guèye remportent une médaille d'or, Jonas Cissé, Seydou Soumaré et Hussein Houdrouge (poids lourds) remportent une médaille d'argent, tandis que Gatta Bâ et Jonas Cissé sont médaillés de bronze.
L'équipe du Sénégal, composée de Jacques Ndiaye, Gatta Bâ, Hussein Houdrouge, Seydou Soumaré et Habib Guèye, est sacrée championne d'Afrique par équipes. La Tunisie termine deuxième et le Maroc troisième.
Louis Andrianaivo (Madagascar) remporte une médaille d'or.
Le Tunisien Mohamed Hachicha est médaillé d'or dans la catégorie des poids lourds, battant en finale Hussein Houdrouge.
La délégation camerounaise remporte deux médailles de bronze.